# Жорж Арно
Анри Жирар (на френски: Henri Girard) е френски разследващ журналист, обществен активист и писател, автор на произведения в жанра приключенски и криминален роман. Пише под псевдонима Жорж Арно (на френски: Georges Arnaud).

## Биография и творчество
Анри Жорж Чарлз Акиле Жирар е роден на 16 юли 1917 г. в Монпелие, Франция. Баща му е историк и литературен критик. Майка му умира от туберкулоза през 1926 г., болест, от която страда и той през живота си. Като отличен ученик е особено добър по литература. След средното си образование завършва литература в Тулуза и право в Париж. След дипломирането си през 1938 г. се жени за Ани Шавено. В продължение на няколко месеца живеят в Югославия и други страни, а след това работи към Министерството на отбраната в Анже до юни 1940 г., когато е мобилизиран.
През юни 1941 г. е заловен от германците, но успява да избяга в Клермон-Феран. По време на окупацията баща му работи като архивист към Министерството на външните работи на Виши и той отива при него в Дордон. На 25 октомври 1941 г. баща му, леля му и прислужницата, са убити мистериозно в семейния замък. Той е заподозрян като извършител и прекарва 19 месеца в затвора. През 1943 г. е освободен поради липса на доказателства.
Премества се в Париж, където живее до 1947 г. Жени се за певицата Сузане Гро и пише песни за нея. Имат двама сина – Доминик и Анри.
През 1947 г., след като пропилява наследството си, се мести във Венецуела, Еквадор, Перу и Чили, където работи различни временни работи (шофьор, сервитьор, контрабандист и др.) и се среща с всякакви представители на ъндърграунда, избягали нацисти и мошеници. Там започва да пише криминални романи, в които влага впечатленията си живота там.
През 1949 г. се мести отново във Франция. Работи като журналист. Пише под псевдонима Жорж Арно, който е съставен от името на баща му и фамилията на майка му. Развежда се през 1951 г.
Първият му роман „Възнаграждение за страха“ е публикуван през 1950 г. В него разказва за рискования живот на шофьорите на камиони, превозващи нитроглицерин по коварните пътища на Южна Америка. Той има пазарен успех и го прави известен. През 1953 г. е екранизиран в едноименния френски филм с участието на Ив Монтан, Шарл Ванел и Питър ван Ейк, получил голямата награда на фестивала в Кан, а през 1977 г. в американския римейк „Магьосник“ с участието на Рой Шнайдър, Бруно Кремер и Франсиско Рабал.
През 1953 г. заживява с Роланде, с която имат две дъщери – Катрин и Лоранс, но се женят официално през 1966 г.
През 1954 г. е публикувана пиесата му Les Aveux les plus doux („Най-сладките признания“), която е адаптирана за киното през 1971 г. в едноименния филм с участието на Филип Ноаре и Каролин Селие.
Във връзка с борбата на Алжир за независимост, заедно с адвоката Жак Берже подписват манифест в защита на активистката Джамаля Бухиред и срещу мъченията при разпит. Започва да пише за възникналия конфликт в Алжир и три години по-късно е арестуван заради отказ да даде показания, прекарвайки два месеца в затвора. През 1962 г. се установява със семейството си в Алжир, пише за африканската революция и участва в създаването на училище по журналистика в Националния филмов център.
През 1972 г. се разболява от туберкулоза и се лекува в Шамони, а през 1974 г. окончателно напуска Алжир. Във Франция прави репортажи за френската телевизия, пътува много, а особено забележителни са материалите му по темите за различни съдебни грешки, за Обединителна църква и за Йоахим Пайпер. През 1978 г. предприема пътуване до Колумбия, където прави разследване на трафика на наркотици и съдбата на бедните, които се издържат чрез култивиране на растението кока.
Заради влошеното си здраве през 1984 г. Анри Жирар се премества със съпругата си в Барселона, където умира от инфаркт на 4 март 1987 г.
Има и друг френски писател – плодовит автор на криминални романи, чието истинско име е Жорж Арно. За да няма объркване на имената, той пише под различни псевдоними, преди постигане на споразумение и публикуване с името Жорж-Жан Арно (издаден в България – „Промушената костенурка“).

## Произведения
- Le Salaire de la Peur (1950) („Възнаграждение за страха“, изд. „НС на ОФ“, София (1963), прев. Пенка Пройкова)
- Le Voyage du Mauvais Larron (1951)
- Lumière de Soufre (1952)
- Indiens des hauts plateaux (1952)
- Prisons 53 (1953)
- Schtilibem 41 (1953)
- Les Oreilles sur le dos (1953)
- Les Aveux les plus doux (1954)
- La Sueur (1955)
- Indiens Pas Morts (1956)
- Pour Djamila Bouhired (1957)
- Maréchal P… (1958)
- La Plus Grande Pente (1961)
- Mon Procès (1961)
- L’Affaire Peiper: plus qu’un fait divers (1978)
- Chroniques du crime et de l’innocence (1982)
- Juste avant l’Aube (1990) – с Жан Англе

### Екранизации по романа „Възнаграждение за страха“
- 1953 Le salaire de la peur
- 1971 Les aveux les plus doux
- 1977 „Магьосник“
- 2002 Les oreilles sur le dos – тв филм

### Книги за писателя
- Georges Arnaud, vie d'un rebelle (1993) – от Роджър Мартин
- Le Triple crime du château d'Escoire (2002) – от Гай Пено